# آفا اسماعیل
آفا اسماعیل (انگلیسی: Afa Ismail؛ زادهٔ ۱ نوامبر ۱۹۹۳ در ماله) ورزشکار دو و میدانی زن در رشته دو سرعت اهل مالدیو است که در مجموع در مسابقات قهرمانی دو و میدانی اوپن جاهور برندهٔ ۲ مدال طلا شده‌است. وی در بازی‌های المپیک تابستانی ۲۰۱۲ لندن و بازی‌های المپیک تابستانی ۲۰۱۶ ریو دو ژانیرو نیز به رقابت پرداخت.